# Muziic
Muziic és un programa informàtic gratuït que permet convertir els arxius en format MP3 a FLV i carregar-los a YouTube per a després ser escoltats des d'un reproductor gràcies a un encoder.